# Benone Sinulescu
Benone Sinulescu (Siriu, 24 maggio 1937 – Arad, 18 novembre 2021) è stato un cantante e musicista rumeno.

## Biografia
Musicista folk rumeno proveniente da Siriu, nella contea di Buzău, nel corso della sua carriera, collaborò con diversi artisti di musica folk, tra cui Irina Loghin. Dopo il 1989 si avvicinò allo stile etno-dance e collaborò con il gruppo Ro-Mania.
Sinulescu è morto nel 2021. Da 38 anni era sposato con Elena, ingegnera chimica.

## Discografia
Album
- 1967 - Benone Sinulescon, EPD 1119, Vinile, Electrecord
- 1970 - Pe Drumul Căruțelor (con Irina Loghin), EPD 1247, Vinile, Electrecord
- 1972 - Benone Sinulescon, STM-EPE 0800, Vinile, Electrecord
- 1974 - Rămâi, Mândruțo, con Bine" (con Irina Loghin), Vinile, STM-EPE 01004, Electrecord
- 1975 - Cînd Eram În Satul Meu, STM-EPE 01021, Vinile, Electrecord
- 1977 - Aleargă Dorule, Aleargă , ST-EPE 01206, Vinile, Electrecord
- 1976 - La Căsuța con Pridvor (Cîntece De Petrecere), Vinile, STM-EPE 01566, Electrecord
- 1977 - Romanțe Și Cîntece De Petrecere, 1977, Vinile, ST-EPE 02082, Electrecord
- 1981 - Cîntece Populare Și De Voie Bună, (con l'orchestra Gheorghe Zamfir), Vinile, ST-EPE 01904, Electrecord
- 1982 - Colo-n Vale La Buzău, Vinile, ST-EPE 02520, Electrecord
- 1992 - Domnul Nostru-i Dumnezeu (Cîntări Creștine Și Colinde De Crăciun), Vinile, CDS 032, Eurostar
- 1994 - Văzui Tinerețea Mea, ST-EPE 03563, Vinile, Electrecord
- 1996 - Irina Loghin, Benone Sinulescon, (con Irina Loghin), audiocasetta, E 308, Eurostar
- 1998 - Cine-mi Face Mie Patul, audiocasetta, MC AL 096, Alpha Sound
- 1998 - Benone Sinulescon, E 0049, CD, Eurostar
- 2000 - La Căsuța con Pridvor, audiocasetta, RO 3010, Roton
- 2001 - La Un Pahar De ..Pietroasă con Săndel, CD, RBA 1216, RBA
- 2002 - Doamne, Asconltă Glasul Meu, CD, Eurostar
- 2002 - Roata Vieții, CD, Cat Music
- 2003 - Bennymania, CD, Cat Music
- 2003 - Tinerețe Trecătoare, CD, Eurostar
- 2004 - Se Duc Anii Mei, CD, Cat Music
- 2005 - Fiul Risipitor, CD, audiocasetta, Cat Music
- 2009 - Hai Nu Mă Lăsa, Tinerețea Mea, (con Millennium), CD, Roton
- 2011 - Tinerețe Trecătoare, CD, E 654, Eurostar
- 2011 - Noi vă Colindăm (con Millennium), CD, E 655, Eurostar

Vinile
- 1963 - Benone Sinulescon, Vinile, EPC 413, Electrecord
- 1963 - Mi-a Scris Mîndra Din Siriu, Vinile, EPC 438, Electrecord
- 1964 - Am Să-i Spun Codrului Mîine, Vinile, EPC 484, Electrecord
- 1965 - Benone Sinulescon, Vinile, EPC 563, Electrecord
- 1965 - Benone Sinulescon, Vinile, EPC 621, Electrecord
- 1967 - Benone Sinulescon, Vinile, EPC 870, Electrecord
- 1968 - Radu Mamii, Radule, Vinile, EPC 10.044, Electrecord

Raccolte
- 1974 - Radu Mamii, Radule, STM-EPE 01006, Vinile, Electrecord
- 1975 - Benone Sinulescon, audiocasetta, STC 0043, Electrecord
- Cîntece de Voie Bună, ST-EPE 01566/01904/02082, 3 Vinile, Box Set, Electrecord
- 1998 - Radu Mamii, Radule, CD, Electrecord
- 2005 - La Lenuța Sub Cerdac, CD, Electrecord
- 2005 - Străina Mamei, Străină, CD, Electrecord
- 2007 - Mioara Velicon și Benone Sinulescon - Anii S-or Călători, CD, EDC 784, Electrecord
- 2007 - Cît E Siriul De Mare, CD, Electrecord
- 2008 - Muzică de Colecție, CD, Intercont Music
- 2008 - Colinde de Crăciun, CD, Eurostar
- 2010 - Cine bate seara la fereastra mea, (con Irina Loghin), CD, EuroMusic, Taifasuri
- 2013 - Noi Vă Colindăm, CD, Eurostar
- 2013 - Colinde de Crăciun, CD, Eurostar

## Premi e riconoscimenti
Con il Decreto n. 1122 del 19 dicembre 1967 del Consiglio di Stato della Repubblica Socialista Romania, Benone Sinulescu fu insignito dell'Ordine al Merito "per meriti eccezionali e lunga attività artistica"
Il presidente rumeno Ion Iliescu gli conferì il 29 novembre 2002 Crucea națională Serviciul Credincios classe III-a, "per la creazione e la trasmissione con talento e dedizione di significative opere letterarie per la civiltà rumena e universale" ed il 7 febbraio 2004 l'Ordine al meritul cultural come Gran Ufficiale, Categoria D - "Arte dello Spectacolo", "come segno di apprezzamento per l'intera attività e per il dono e il talento interpretativo messo al servizio dell'arte scenica e della performance "